# 1989 (album)
1989 is het vijfde studioalbum van de Amerikaanse zangeres Taylor Swift. Het verscheen op 27 oktober 2014 bij Big Machine Records in zowel een standaard- als deluxe editie. 1989 markeert Swifts overgang van country- naar popmuziek en won een Grammy Award voor zowel Album of the Year als Best Pop Vocal Album. Op 27 oktober 2023 verscheen een heropname van het album onder de naam 1989 (Taylor's Version) naar aanleiding van Swifts conflict over de masterrechten van het originele album. Het album werd aangekondigd in één van haar Eras Tour shows in Los Angeles. Deze versie van 1989 bevat vijf nieuwe nummers die zogenaamd "From The Vault" zijn. Dit zijn nummers die voor het originele album zijn geschreven, maar de definitieve selectie niet gehaald hadden.

## Productieproces
Bij haar vierde studioalbum Red begon Swift te experimenteren met het maken van popnummers. Daarbij ging ze de samenwerking aan met popproducenten Max Martin en Shellback. Met hen schreef ze eerder onder andere de nummers "We Are Never Ever Getting Back Together", "I Knew You Were Trouble" en "22". Deze samenwerking en muziekstijl besloot ze door te zetten in 1989 ondanks twijfels bij haar platenmaatschappij. Uiteindelijk schreef Swift zes nummers met Martin en Shellback. Bij het nummer "Style" was ook Ali Payami betrokken. Verder werkte Swift met Jack Antonoff, met wie ze eerder het nummer "Sweeter Than Fiction" schreef, met Ryan Tedder, de zanger van OneRepublic, en met Imogen Heap.

## Singles
De eerste single van 1989 was "Shake It Off". Deze single werd uitgebracht op 18 augustus 2014 en bereikte in verschillende landen de top van de hitlijsten. In aanloop naar de release van het album, bracht Swift nog twee promotiesingles uit, namelijk "Welcome to New York" en "Out of the Woods". Na de release van het album kwam Swift met een tweede single: "Blank Space". Ook deze single was erg populair. In de VS, Canada, Australië en Finland bereikte "Blank Space" de top van de hitlijsten en in Nederland werd de single verkozen tot Alarmschijf. "Style" was de derde single van 1989 en werd in Nederland en België uitgebracht op 16 februari 2015. Deze single was wereldwijd iets minder succesvol dan de vorige twee, maar bereikte in de Vlaamse Ultratop 50 de vierde positie en daarmee een hogere positie dan "Shake It Off" en "Blank Space". Daarnaast werd ook deze single verkozen tot Alarmschijf in Nederland.
Voor haar vierde single werkte Swift samen met Kendrick Lamar. Samen brachten ze op 17 mei 2015 een remix uit van het nummer "Bad Blood" in de VS. In Nederland en België kwam deze single op 18 mei uit. In de bijbehorende videoclip zijn Swift en een aantal beroemdheden (o.a. Selena Gomez, Ellie Goulding en Cindy Crawford) te zien als spionnen. De clip won Video of the Year bij de MTV Video Music Awards in 2015 en een Grammy Award voor Best Music Video. Het nummer zelf bereikte de top van de hitlijsten in een aantal landen zoals Nieuw-Zeeland, Australië en de VS. De vijfde single van 1989 was "Wildest Dreams" en werd uitgebracht op 31 augustus 2015. Hoewel deze single in de VS in de top 10 kwam te staan haalde deze in Nederland de Top 40 niet en kwam deze in Vlaanderen niet verder dan plek 33. "Out of the Woods" werd uitgegeven als zesde single op 11 januari 2016. In de Nederlandse Top 40 haalde deze single geen notering en in de Vlaamse Ultratop 50 slechts een 50ste plek. De laatste single van 1989 was een nummer van de deluxe editie van het album, namelijk "New Romantics". Deze single werd uitgebracht op 7 maart 2016 en bereikte plek 33 in de Vlaamse Ultratop 50.

## Ontvangst
1989 werd over het algemeen positief ontvangen. Volgens Metacritic, een website die albums een score van 0 tot 100 toekent op basis van alle (professionele) recensies, werd 1989 29 keer beoordeeld en kreeg het gemiddeld een score van 76. Rob Sheffield van Rolling Stone gaf het album vier van de vijf sterren en zei dat hoewel het album "een drastische verandering was" ten opzichte van Swifts eerdere albums, het "nog steeds klinkt als Taylor Swift". Stephen Thomas Erlewine van All Music was iets kritischer door 1989 drieëneenhalve ster (van de vijf) te geven. Volgens hem is het een "modern album" en zit er "achter de digitale sound een aantal sterke nummers verborgen". Hij bekritiseerde echter Swifts oppervlakkigheid in haar nummers en vond het album "koel" in vergelijking met Swifts eerdere albums die altijd warmte uitstraalden. Ook door Nederlandse critici werd 1989 goed ontvangen. Joris Belgers schreef voor Trouw dat op "Welcome to New York" na het album bestaat uit een stel goede nummers "waarvan ook muzieksnobs kunnen genieten (stiekem)", maar dat Swift weinig risico neemt. Voor het NRC schreef Amanda Kuyper dat 1989 "een aantal sterke synthpopliedjes [bevat], zoals Blank Space en Out of the Woods", maar dat de rest middelmatig is. Verder vond ook zij dat Swift op de oppervlakte blijft in haar nummers. De persoonlijk teksten bevatten volgens haar "de gecontroleerde intimiteit van een dagboek waarvan je weet dat het wordt gevonden".

### Verkopen
Hoewel 1989 werd uitgebracht op een moment dat albumverkopen drastisch daalden in de VS, verkocht Swift in de eerste week 1,287 miljoen albums in de VS. Aan het eind van 2014 was 1989 3,66 miljoen keer verkocht in de VS en was daarmee het best verkopende album van 2014. Ook na 2014 bleef het album verkopen. Het was het album met de meeste verkopen en streams in de Top Billboard 200 in 2015. In januari 2018 was 1989 6,11 miljoen keer verkocht in de VS. Ook buiten de VS werd 1989 goed verkocht. Het album werd het beste verkochte album van 2014 in Canada en het snelst verkopende album door een vrouwelijke artiest in het Verenigd Koninkrijk. Daarnaast behaalde 1989 de top vijf van de albumhitlijsten in verschillende Europese landen, waaronder Nederland en België. Volgens de International Federation of the Phonographic Industry was het album wereldwijd aan het eind van 2015 10,1 miljoen keer verkocht.

### Prijzen
1989 won de prijs voor Favorite Pop/Rock Album bij de American Music Awards in 2015 en de prijs voor Album of the Year bij de iHeartRadio Music Awards in 2016. Ook ontving Swift twee Grammy's voor 1989, namelijk voor Album of the Year en Best Pop Vocal Album. Hierdoor werd Swift de eerste vrouwelijke artiest die als soloartiest de Grammy voor Album of the Year twee keer won, namelijk voor 1989 en voor Fearless.

## Tour
In november 2014 kondigde Swift aan ze ter ondersteuning van 1989 zou gaan touren. Daarbij kondigde ze concerten aan voor Noord-Amerika, Europa en Japan. In december werden hier concerten in Oceanië aan toegevoegd. De 1989 World Tour bestond uit 85 concerten die werden gegeven tussen 5 mei en 12 december 2015. Samen brachten deze concerten $250 miljoen op, waarmee de 1989 World Tour de best verdienende tour van 2015 werd. Bij het concert in Sydney op 28 november 2015 werden filmopnames gemaakt. Deze werden gebruikt voor een concertfilm die Swift op 20 december 2015 uitbracht bij Apple Music.

## 1989 (Taylor's Version)
Op 9 augustus 2023 kondigde Swift een "rerecord" van het album aan. Dit deed ze tijdens één van haar Eras Tour-shows in Los Angeles, Californië.

### Release
Het album is verschenen op 27 oktober 2023. Het album heeft alle nummers van het originele album en haar deluxe versie. Naast 1989 (Taylor's Version) bracht Swift ook een nieuwe deluxe versie uit van het album, waarbij een ''rerecord'' van Bad Blood met de Amerikaanse rapper Kendrick Lamar werd toegevoegd.

### From The Vault
Het album bevat vijf "From The Vault" tracks. Deze nummers zijn geschreven door Swift voor het originele album, maar hebben de selectie niet gehaald.

### Ontvangst
Het album werd goed ontvangen: alle 21 nummers op de standaardeditie van de heropname kwamen in de Billboard Hot 100 terecht, met "Is It Over Now?", "Now That We Don't Talk" en "'Slut!" in de top drie.
1989 (Taylor's Version) bereikte #1 op de albumlijsten van veel Europese gebieden, waaronder Oostenrijk, België (zowel Vlaanderen als Wallonië), Denemarken, Frankrijk, Duitsland, Italië, Nederland, Portugal, Spanje en Zweden. In Duitsland hielp 1989 (Taylor's Version) Swift de artiest te worden met de meeste verkochte vinylplaten van 2023. In het Verenigd Koninkrijk verdiende het 148.000 eenheden binnen drie dagen, wat de grootste openingsverkoopweek van het jaar opleverde. Het debuteerde op nummer één in de UK Albums Chart met 184.000 eenheden, meer dan het dubbele van de opening van het originele album uit 2014, en werd Swift's 11e nummer één. Het verkocht 62.000 vinyl-LP's in de eerste week, wat het snelst verkopende vinylalbum van 2023 werd. Het album bleef drie opeenvolgende weken bovenaan staan en werd het langstlopende nummer één album van 2023, en was het meest gekochte fysieke album van 2023, met een verkoop van 185.000 exemplaren. In Australië debuteerde 1989 (Taylor's Version) bovenaan de ARIA Albums Chart als Swift's 12e nummer één album. Het markeerde een carrière-beste openingsweek voor Swift en de grootste vinylverkoopweek in de Australische hitlijstgeschiedenis. Het album stond veertien niet-opeenvolgende weken op nummer één[86] en was het langstlopende nummer één album van 2023, en acht van zijn nummers debuteerden tegelijkertijd in de top 10 van de ARIA Singles Chart, waardoor de top vier volledig werd bezet. Ondanks dat er geen albumlijst in Brazilië was, debuteerden zeven nummers van het album op de Billboard Brasil Hot 100.

## Tracklist
Standaard editie
| Titel                      | Schrijver(s)                         | Producer(s)                        | Duur |
| -------------------------- | ------------------------------------ | ---------------------------------- | ---- |
| Welcome to New York        | Taylor Swift, Ryan Tedder            | Tedder, Noel Zancanella, Swift     | 3:32 |
| Blank Space                | Swift, Max Martin, Shellback         | Martin, Shellback                  | 3:51 |
| Style                      | Swift, Martin, Shellback, Ali Payami | Martin, Shellback, Payami          | 3:51 |
| Out of the Woods           | Swift, Jack Antonoff                 | Antonoff, Swift                    | 3:55 |
| All You Had to Do Was Stay | Swift, Martin                        | Martin, Shellback, Mattman & Robin | 3:13 |
| Shake It Off               | Swift, Martin, Shellback             | Martin, Shellback                  | 3:39 |
| I Wish You Would           | Swift, Antonoff                      | Antonoff, Swift, Greg Kurstin      | 3:27 |
| Bad Blood                  | Swift, Martin, Shellback             | Martin, Shellback                  | 3:31 |
| Wildest Dreams             | Swift, Martin, Shellback             | Martin, Shellback                  | 3:40 |
| How You Get the Girl       | Swift, Martin, Shellback             | Martin, Shellback                  | 4:07 |
| This Love                  | Swift                                | Nathan Chapman, Swift              | 4:10 |
| I Know Places              | Swift, Tedder                        | Tedder, Zancanella, Swift          | 3:15 |
| Clean                      | Swift, Imogen Heap                   | Heap, Swift                        | 4:30 |

Bonusnummers op de deluxe editie
| Titel                         | Schrijver(s)             | Producer(s)       | Duur |
| ----------------------------- | ------------------------ | ----------------- | ---- |
| Wonderland                    | Swift, Martin, Shellback | Martin, Shellback | 4:06 |
| You Are In Love               | Swift, Antonoff          | Antonoff, Swift   | 4:27 |
| New Romantics                 | Swift, Martin, Shellback | Martin, Shellback | 3:50 |
| I Know Places - Voice Memo    | Swift, Tedder            | -                 | 3:36 |
| I Wish You Would - Voice Memo | Swift, Antonoff          | -                 | 1:47 |
| Blank Space - Voice Memo      | Swift, Martin, Shellback | -                 | 2:11 |

1989 (Taylor's Version)
| Titel                                                      | Schrijver(s)                         | Producer(s)                    | Duur |
| ---------------------------------------------------------- | ------------------------------------ | ------------------------------ | ---- |
| Welcome to New York (Taylor's Version)                     | Taylor Swift, Ryan Tedder            | Swift, Tedder, Noel Zancanella | 3:32 |
| Blank Space (Taylor's Version)                             | Swift, Max Martin, Shellback         | Swift, Christopher Rowe        | 3:51 |
| Style (Taylor's Version)                                   | Swift, Martin, Shellback, Ali Payami | Swift, Rowe                    | 3:51 |
| Out of the Woods (Taylor's Version)                        | Swift, Jack Antonoff                 | Swift, Antonoff                | 3:55 |
| All You Had to Do Was Stay (Taylor's Version)              | Swift, Martin                        | Swift, Rowe                    | 3:13 |
| Shake It Off (Taylor's Version)                            | Swift, Martin, Shellback             | Swift, Rowe                    | 3:39 |
| I Wish You Would (Taylor's Version)                        | Swift, Antonoff                      | Swift, Antonoff                | 3:27 |
| Bad Blood (Taylor's Version)                               | Swift, Martin, Shellback             | Swift, Rowe                    | 3:31 |
| Wildest Dreams (Taylor's Version)                          | Swift, Martin, Shellback             | Swift, Rowe, Shellback         | 3:40 |
| How You Get the Girl (Taylor's Version)                    | Swift, Martin, Shellback             | Swift, Rowe                    | 4:07 |
| This Love (Taylor's Version)                               | Swift                                | Swift, Rowe                    | 4:10 |
| I Know Places (Taylor's Version)                           | Swift, Tedder                        | Swift, Tedder, Zancanella      | 3:15 |
| Clean (Taylor's Version)                                   | Swift, Imogen Heap                   | Swift, Heap                    | 4:30 |
| Wonderland (Taylor's Version)                              | Swift, Martin, Shellback             | Swift, Rowe                    | 4:05 |
| You Are In Love (Taylor's Version)                         | Swift, Antonoff                      | Swift, Antonoff                | 4:27 |
| New Romantics (Taylor's Version)                           | Swift, Martin, Shellback             | Swift, Rowe                    | 3:50 |
| 'Slut!' (Taylor's Version) (From The Vault)                | Swift, Antonoff, Patrik Berger       | Swift, Antonoff, Berger        | 3:00 |
| Say Don't Go (Taylor's Version) (From The Vault)           | Swift, Diana Warren                  | Swift, Antonoff                | 4:39 |
| Now That We Don't Talk (Taylor's Version) (From The Vault) | Swift, Antonoff                      | Swift, Antonoff                | 2:26 |
| Suburban Legends (Taylor's Version) (From The Vault)       | Swift, Antonoff                      | Swift, Antonoff                | 2:51 |
| Is It Over Now? (Taylor's Version) (From The Vault)        | Swift, Antonoff                      | Swift, Antonoff                | 3:49 |

Bonusnummer op 1989 (Taylor's Version) [Deluxe]
| Titel                                               | Schrijver(s)                    | Producer(s) | Duur |
| --------------------------------------------------- | ------------------------------- | ----------- | ---- |
| Bad Blood (feat. Kendrick Lamar) (Taylor's Version) | Swift, Lamar, Martin, Shellback | Swift, Rowe | 3:19 |

## Hitnoteringen

### NederlandseAlbum Top 100
| Hitnotering: (Week 1 t/m 55) 01-11-2014 t/m 14-11-2015 Hitnotering: (Week 56 t/m 66) 28-11-2015 t/m 06-02-2016 Hitnotering: (Week 67 t/m 68) 20-02-2016 t/m 27-02-2017 Hitnotering: (Week 69 t/m 70) 30-04-2016 t/m 07-05-2016 Hitnotering: (Week 71) 02-07-2016 Hitnotering: (Week 72) 30-07-2016 Hitnotering: (Week 73 t/m 78) 17-06-2017 t/m 22-07-2017 Hitnotering: (Week 79 t/m 87) 05-08-2017 t/m 30-09-2017 Hitnotering: (Week 88 t/m 93): 25-09-2021 t/m 30-10-2021 Hitnotering: (Week 94 t/m 98) 29-01-2022 t/m 26-02-2022 Hitnotering: (Week 99 t/m 100) 16-04-2022 t/m 23-04-2022 Hitnotering: (Week 101 t/m 104) 07-05-2022 t/m 28-05-2022 Hitnotering: (Week 105) 11-06-2022 Hitnotering: (Week 106 t/m 112) 02-07-2022 t/m 13-08-2022 Hitnotering: (Week 113 t/m 127) 27-08-2022 t/m 03-12-2022 Hitnotering: (Week 128 t/m 142) 07-01-2023 t/m heden | Hitnotering: (Week 1 t/m 55) 01-11-2014 t/m 14-11-2015 Hitnotering: (Week 56 t/m 66) 28-11-2015 t/m 06-02-2016 Hitnotering: (Week 67 t/m 68) 20-02-2016 t/m 27-02-2017 Hitnotering: (Week 69 t/m 70) 30-04-2016 t/m 07-05-2016 Hitnotering: (Week 71) 02-07-2016 Hitnotering: (Week 72) 30-07-2016 Hitnotering: (Week 73 t/m 78) 17-06-2017 t/m 22-07-2017 Hitnotering: (Week 79 t/m 87) 05-08-2017 t/m 30-09-2017 Hitnotering: (Week 88 t/m 93): 25-09-2021 t/m 30-10-2021 Hitnotering: (Week 94 t/m 98) 29-01-2022 t/m 26-02-2022 Hitnotering: (Week 99 t/m 100) 16-04-2022 t/m 23-04-2022 Hitnotering: (Week 101 t/m 104) 07-05-2022 t/m 28-05-2022 Hitnotering: (Week 105) 11-06-2022 Hitnotering: (Week 106 t/m 112) 02-07-2022 t/m 13-08-2022 Hitnotering: (Week 113 t/m 127) 27-08-2022 t/m 03-12-2022 Hitnotering: (Week 128 t/m 142) 07-01-2023 t/m heden | Hitnotering: (Week 1 t/m 55) 01-11-2014 t/m 14-11-2015 Hitnotering: (Week 56 t/m 66) 28-11-2015 t/m 06-02-2016 Hitnotering: (Week 67 t/m 68) 20-02-2016 t/m 27-02-2017 Hitnotering: (Week 69 t/m 70) 30-04-2016 t/m 07-05-2016 Hitnotering: (Week 71) 02-07-2016 Hitnotering: (Week 72) 30-07-2016 Hitnotering: (Week 73 t/m 78) 17-06-2017 t/m 22-07-2017 Hitnotering: (Week 79 t/m 87) 05-08-2017 t/m 30-09-2017 Hitnotering: (Week 88 t/m 93): 25-09-2021 t/m 30-10-2021 Hitnotering: (Week 94 t/m 98) 29-01-2022 t/m 26-02-2022 Hitnotering: (Week 99 t/m 100) 16-04-2022 t/m 23-04-2022 Hitnotering: (Week 101 t/m 104) 07-05-2022 t/m 28-05-2022 Hitnotering: (Week 105) 11-06-2022 Hitnotering: (Week 106 t/m 112) 02-07-2022 t/m 13-08-2022 Hitnotering: (Week 113 t/m 127) 27-08-2022 t/m 03-12-2022 Hitnotering: (Week 128 t/m 142) 07-01-2023 t/m heden | Hitnotering: (Week 1 t/m 55) 01-11-2014 t/m 14-11-2015 Hitnotering: (Week 56 t/m 66) 28-11-2015 t/m 06-02-2016 Hitnotering: (Week 67 t/m 68) 20-02-2016 t/m 27-02-2017 Hitnotering: (Week 69 t/m 70) 30-04-2016 t/m 07-05-2016 Hitnotering: (Week 71) 02-07-2016 Hitnotering: (Week 72) 30-07-2016 Hitnotering: (Week 73 t/m 78) 17-06-2017 t/m 22-07-2017 Hitnotering: (Week 79 t/m 87) 05-08-2017 t/m 30-09-2017 Hitnotering: (Week 88 t/m 93): 25-09-2021 t/m 30-10-2021 Hitnotering: (Week 94 t/m 98) 29-01-2022 t/m 26-02-2022 Hitnotering: (Week 99 t/m 100) 16-04-2022 t/m 23-04-2022 Hitnotering: (Week 101 t/m 104) 07-05-2022 t/m 28-05-2022 Hitnotering: (Week 105) 11-06-2022 Hitnotering: (Week 106 t/m 112) 02-07-2022 t/m 13-08-2022 Hitnotering: (Week 113 t/m 127) 27-08-2022 t/m 03-12-2022 Hitnotering: (Week 128 t/m 142) 07-01-2023 t/m heden | Hitnotering: (Week 1 t/m 55) 01-11-2014 t/m 14-11-2015 Hitnotering: (Week 56 t/m 66) 28-11-2015 t/m 06-02-2016 Hitnotering: (Week 67 t/m 68) 20-02-2016 t/m 27-02-2017 Hitnotering: (Week 69 t/m 70) 30-04-2016 t/m 07-05-2016 Hitnotering: (Week 71) 02-07-2016 Hitnotering: (Week 72) 30-07-2016 Hitnotering: (Week 73 t/m 78) 17-06-2017 t/m 22-07-2017 Hitnotering: (Week 79 t/m 87) 05-08-2017 t/m 30-09-2017 Hitnotering: (Week 88 t/m 93): 25-09-2021 t/m 30-10-2021 Hitnotering: (Week 94 t/m 98) 29-01-2022 t/m 26-02-2022 Hitnotering: (Week 99 t/m 100) 16-04-2022 t/m 23-04-2022 Hitnotering: (Week 101 t/m 104) 07-05-2022 t/m 28-05-2022 Hitnotering: (Week 105) 11-06-2022 Hitnotering: (Week 106 t/m 112) 02-07-2022 t/m 13-08-2022 Hitnotering: (Week 113 t/m 127) 27-08-2022 t/m 03-12-2022 Hitnotering: (Week 128 t/m 142) 07-01-2023 t/m heden | Hitnotering: (Week 1 t/m 55) 01-11-2014 t/m 14-11-2015 Hitnotering: (Week 56 t/m 66) 28-11-2015 t/m 06-02-2016 Hitnotering: (Week 67 t/m 68) 20-02-2016 t/m 27-02-2017 Hitnotering: (Week 69 t/m 70) 30-04-2016 t/m 07-05-2016 Hitnotering: (Week 71) 02-07-2016 Hitnotering: (Week 72) 30-07-2016 Hitnotering: (Week 73 t/m 78) 17-06-2017 t/m 22-07-2017 Hitnotering: (Week 79 t/m 87) 05-08-2017 t/m 30-09-2017 Hitnotering: (Week 88 t/m 93): 25-09-2021 t/m 30-10-2021 Hitnotering: (Week 94 t/m 98) 29-01-2022 t/m 26-02-2022 Hitnotering: (Week 99 t/m 100) 16-04-2022 t/m 23-04-2022 Hitnotering: (Week 101 t/m 104) 07-05-2022 t/m 28-05-2022 Hitnotering: (Week 105) 11-06-2022 Hitnotering: (Week 106 t/m 112) 02-07-2022 t/m 13-08-2022 Hitnotering: (Week 113 t/m 127) 27-08-2022 t/m 03-12-2022 Hitnotering: (Week 128 t/m 142) 07-01-2023 t/m heden | Hitnotering: (Week 1 t/m 55) 01-11-2014 t/m 14-11-2015 Hitnotering: (Week 56 t/m 66) 28-11-2015 t/m 06-02-2016 Hitnotering: (Week 67 t/m 68) 20-02-2016 t/m 27-02-2017 Hitnotering: (Week 69 t/m 70) 30-04-2016 t/m 07-05-2016 Hitnotering: (Week 71) 02-07-2016 Hitnotering: (Week 72) 30-07-2016 Hitnotering: (Week 73 t/m 78) 17-06-2017 t/m 22-07-2017 Hitnotering: (Week 79 t/m 87) 05-08-2017 t/m 30-09-2017 Hitnotering: (Week 88 t/m 93): 25-09-2021 t/m 30-10-2021 Hitnotering: (Week 94 t/m 98) 29-01-2022 t/m 26-02-2022 Hitnotering: (Week 99 t/m 100) 16-04-2022 t/m 23-04-2022 Hitnotering: (Week 101 t/m 104) 07-05-2022 t/m 28-05-2022 Hitnotering: (Week 105) 11-06-2022 Hitnotering: (Week 106 t/m 112) 02-07-2022 t/m 13-08-2022 Hitnotering: (Week 113 t/m 127) 27-08-2022 t/m 03-12-2022 Hitnotering: (Week 128 t/m 142) 07-01-2023 t/m heden | Hitnotering: (Week 1 t/m 55) 01-11-2014 t/m 14-11-2015 Hitnotering: (Week 56 t/m 66) 28-11-2015 t/m 06-02-2016 Hitnotering: (Week 67 t/m 68) 20-02-2016 t/m 27-02-2017 Hitnotering: (Week 69 t/m 70) 30-04-2016 t/m 07-05-2016 Hitnotering: (Week 71) 02-07-2016 Hitnotering: (Week 72) 30-07-2016 Hitnotering: (Week 73 t/m 78) 17-06-2017 t/m 22-07-2017 Hitnotering: (Week 79 t/m 87) 05-08-2017 t/m 30-09-2017 Hitnotering: (Week 88 t/m 93): 25-09-2021 t/m 30-10-2021 Hitnotering: (Week 94 t/m 98) 29-01-2022 t/m 26-02-2022 Hitnotering: (Week 99 t/m 100) 16-04-2022 t/m 23-04-2022 Hitnotering: (Week 101 t/m 104) 07-05-2022 t/m 28-05-2022 Hitnotering: (Week 105) 11-06-2022 Hitnotering: (Week 106 t/m 112) 02-07-2022 t/m 13-08-2022 Hitnotering: (Week 113 t/m 127) 27-08-2022 t/m 03-12-2022 Hitnotering: (Week 128 t/m 142) 07-01-2023 t/m heden | Hitnotering: (Week 1 t/m 55) 01-11-2014 t/m 14-11-2015 Hitnotering: (Week 56 t/m 66) 28-11-2015 t/m 06-02-2016 Hitnotering: (Week 67 t/m 68) 20-02-2016 t/m 27-02-2017 Hitnotering: (Week 69 t/m 70) 30-04-2016 t/m 07-05-2016 Hitnotering: (Week 71) 02-07-2016 Hitnotering: (Week 72) 30-07-2016 Hitnotering: (Week 73 t/m 78) 17-06-2017 t/m 22-07-2017 Hitnotering: (Week 79 t/m 87) 05-08-2017 t/m 30-09-2017 Hitnotering: (Week 88 t/m 93): 25-09-2021 t/m 30-10-2021 Hitnotering: (Week 94 t/m 98) 29-01-2022 t/m 26-02-2022 Hitnotering: (Week 99 t/m 100) 16-04-2022 t/m 23-04-2022 Hitnotering: (Week 101 t/m 104) 07-05-2022 t/m 28-05-2022 Hitnotering: (Week 105) 11-06-2022 Hitnotering: (Week 106 t/m 112) 02-07-2022 t/m 13-08-2022 Hitnotering: (Week 113 t/m 127) 27-08-2022 t/m 03-12-2022 Hitnotering: (Week 128 t/m 142) 07-01-2023 t/m heden | Hitnotering: (Week 1 t/m 55) 01-11-2014 t/m 14-11-2015 Hitnotering: (Week 56 t/m 66) 28-11-2015 t/m 06-02-2016 Hitnotering: (Week 67 t/m 68) 20-02-2016 t/m 27-02-2017 Hitnotering: (Week 69 t/m 70) 30-04-2016 t/m 07-05-2016 Hitnotering: (Week 71) 02-07-2016 Hitnotering: (Week 72) 30-07-2016 Hitnotering: (Week 73 t/m 78) 17-06-2017 t/m 22-07-2017 Hitnotering: (Week 79 t/m 87) 05-08-2017 t/m 30-09-2017 Hitnotering: (Week 88 t/m 93): 25-09-2021 t/m 30-10-2021 Hitnotering: (Week 94 t/m 98) 29-01-2022 t/m 26-02-2022 Hitnotering: (Week 99 t/m 100) 16-04-2022 t/m 23-04-2022 Hitnotering: (Week 101 t/m 104) 07-05-2022 t/m 28-05-2022 Hitnotering: (Week 105) 11-06-2022 Hitnotering: (Week 106 t/m 112) 02-07-2022 t/m 13-08-2022 Hitnotering: (Week 113 t/m 127) 27-08-2022 t/m 03-12-2022 Hitnotering: (Week 128 t/m 142) 07-01-2023 t/m heden | Hitnotering: (Week 1 t/m 55) 01-11-2014 t/m 14-11-2015 Hitnotering: (Week 56 t/m 66) 28-11-2015 t/m 06-02-2016 Hitnotering: (Week 67 t/m 68) 20-02-2016 t/m 27-02-2017 Hitnotering: (Week 69 t/m 70) 30-04-2016 t/m 07-05-2016 Hitnotering: (Week 71) 02-07-2016 Hitnotering: (Week 72) 30-07-2016 Hitnotering: (Week 73 t/m 78) 17-06-2017 t/m 22-07-2017 Hitnotering: (Week 79 t/m 87) 05-08-2017 t/m 30-09-2017 Hitnotering: (Week 88 t/m 93): 25-09-2021 t/m 30-10-2021 Hitnotering: (Week 94 t/m 98) 29-01-2022 t/m 26-02-2022 Hitnotering: (Week 99 t/m 100) 16-04-2022 t/m 23-04-2022 Hitnotering: (Week 101 t/m 104) 07-05-2022 t/m 28-05-2022 Hitnotering: (Week 105) 11-06-2022 Hitnotering: (Week 106 t/m 112) 02-07-2022 t/m 13-08-2022 Hitnotering: (Week 113 t/m 127) 27-08-2022 t/m 03-12-2022 Hitnotering: (Week 128 t/m 142) 07-01-2023 t/m heden | Hitnotering: (Week 1 t/m 55) 01-11-2014 t/m 14-11-2015 Hitnotering: (Week 56 t/m 66) 28-11-2015 t/m 06-02-2016 Hitnotering: (Week 67 t/m 68) 20-02-2016 t/m 27-02-2017 Hitnotering: (Week 69 t/m 70) 30-04-2016 t/m 07-05-2016 Hitnotering: (Week 71) 02-07-2016 Hitnotering: (Week 72) 30-07-2016 Hitnotering: (Week 73 t/m 78) 17-06-2017 t/m 22-07-2017 Hitnotering: (Week 79 t/m 87) 05-08-2017 t/m 30-09-2017 Hitnotering: (Week 88 t/m 93): 25-09-2021 t/m 30-10-2021 Hitnotering: (Week 94 t/m 98) 29-01-2022 t/m 26-02-2022 Hitnotering: (Week 99 t/m 100) 16-04-2022 t/m 23-04-2022 Hitnotering: (Week 101 t/m 104) 07-05-2022 t/m 28-05-2022 Hitnotering: (Week 105) 11-06-2022 Hitnotering: (Week 106 t/m 112) 02-07-2022 t/m 13-08-2022 Hitnotering: (Week 113 t/m 127) 27-08-2022 t/m 03-12-2022 Hitnotering: (Week 128 t/m 142) 07-01-2023 t/m heden | Hitnotering: (Week 1 t/m 55) 01-11-2014 t/m 14-11-2015 Hitnotering: (Week 56 t/m 66) 28-11-2015 t/m 06-02-2016 Hitnotering: (Week 67 t/m 68) 20-02-2016 t/m 27-02-2017 Hitnotering: (Week 69 t/m 70) 30-04-2016 t/m 07-05-2016 Hitnotering: (Week 71) 02-07-2016 Hitnotering: (Week 72) 30-07-2016 Hitnotering: (Week 73 t/m 78) 17-06-2017 t/m 22-07-2017 Hitnotering: (Week 79 t/m 87) 05-08-2017 t/m 30-09-2017 Hitnotering: (Week 88 t/m 93): 25-09-2021 t/m 30-10-2021 Hitnotering: (Week 94 t/m 98) 29-01-2022 t/m 26-02-2022 Hitnotering: (Week 99 t/m 100) 16-04-2022 t/m 23-04-2022 Hitnotering: (Week 101 t/m 104) 07-05-2022 t/m 28-05-2022 Hitnotering: (Week 105) 11-06-2022 Hitnotering: (Week 106 t/m 112) 02-07-2022 t/m 13-08-2022 Hitnotering: (Week 113 t/m 127) 27-08-2022 t/m 03-12-2022 Hitnotering: (Week 128 t/m 142) 07-01-2023 t/m heden | Hitnotering: (Week 1 t/m 55) 01-11-2014 t/m 14-11-2015 Hitnotering: (Week 56 t/m 66) 28-11-2015 t/m 06-02-2016 Hitnotering: (Week 67 t/m 68) 20-02-2016 t/m 27-02-2017 Hitnotering: (Week 69 t/m 70) 30-04-2016 t/m 07-05-2016 Hitnotering: (Week 71) 02-07-2016 Hitnotering: (Week 72) 30-07-2016 Hitnotering: (Week 73 t/m 78) 17-06-2017 t/m 22-07-2017 Hitnotering: (Week 79 t/m 87) 05-08-2017 t/m 30-09-2017 Hitnotering: (Week 88 t/m 93): 25-09-2021 t/m 30-10-2021 Hitnotering: (Week 94 t/m 98) 29-01-2022 t/m 26-02-2022 Hitnotering: (Week 99 t/m 100) 16-04-2022 t/m 23-04-2022 Hitnotering: (Week 101 t/m 104) 07-05-2022 t/m 28-05-2022 Hitnotering: (Week 105) 11-06-2022 Hitnotering: (Week 106 t/m 112) 02-07-2022 t/m 13-08-2022 Hitnotering: (Week 113 t/m 127) 27-08-2022 t/m 03-12-2022 Hitnotering: (Week 128 t/m 142) 07-01-2023 t/m heden | Hitnotering: (Week 1 t/m 55) 01-11-2014 t/m 14-11-2015 Hitnotering: (Week 56 t/m 66) 28-11-2015 t/m 06-02-2016 Hitnotering: (Week 67 t/m 68) 20-02-2016 t/m 27-02-2017 Hitnotering: (Week 69 t/m 70) 30-04-2016 t/m 07-05-2016 Hitnotering: (Week 71) 02-07-2016 Hitnotering: (Week 72) 30-07-2016 Hitnotering: (Week 73 t/m 78) 17-06-2017 t/m 22-07-2017 Hitnotering: (Week 79 t/m 87) 05-08-2017 t/m 30-09-2017 Hitnotering: (Week 88 t/m 93): 25-09-2021 t/m 30-10-2021 Hitnotering: (Week 94 t/m 98) 29-01-2022 t/m 26-02-2022 Hitnotering: (Week 99 t/m 100) 16-04-2022 t/m 23-04-2022 Hitnotering: (Week 101 t/m 104) 07-05-2022 t/m 28-05-2022 Hitnotering: (Week 105) 11-06-2022 Hitnotering: (Week 106 t/m 112) 02-07-2022 t/m 13-08-2022 Hitnotering: (Week 113 t/m 127) 27-08-2022 t/m 03-12-2022 Hitnotering: (Week 128 t/m 142) 07-01-2023 t/m heden | Hitnotering: (Week 1 t/m 55) 01-11-2014 t/m 14-11-2015 Hitnotering: (Week 56 t/m 66) 28-11-2015 t/m 06-02-2016 Hitnotering: (Week 67 t/m 68) 20-02-2016 t/m 27-02-2017 Hitnotering: (Week 69 t/m 70) 30-04-2016 t/m 07-05-2016 Hitnotering: (Week 71) 02-07-2016 Hitnotering: (Week 72) 30-07-2016 Hitnotering: (Week 73 t/m 78) 17-06-2017 t/m 22-07-2017 Hitnotering: (Week 79 t/m 87) 05-08-2017 t/m 30-09-2017 Hitnotering: (Week 88 t/m 93): 25-09-2021 t/m 30-10-2021 Hitnotering: (Week 94 t/m 98) 29-01-2022 t/m 26-02-2022 Hitnotering: (Week 99 t/m 100) 16-04-2022 t/m 23-04-2022 Hitnotering: (Week 101 t/m 104) 07-05-2022 t/m 28-05-2022 Hitnotering: (Week 105) 11-06-2022 Hitnotering: (Week 106 t/m 112) 02-07-2022 t/m 13-08-2022 Hitnotering: (Week 113 t/m 127) 27-08-2022 t/m 03-12-2022 Hitnotering: (Week 128 t/m 142) 07-01-2023 t/m heden | Hitnotering: (Week 1 t/m 55) 01-11-2014 t/m 14-11-2015 Hitnotering: (Week 56 t/m 66) 28-11-2015 t/m 06-02-2016 Hitnotering: (Week 67 t/m 68) 20-02-2016 t/m 27-02-2017 Hitnotering: (Week 69 t/m 70) 30-04-2016 t/m 07-05-2016 Hitnotering: (Week 71) 02-07-2016 Hitnotering: (Week 72) 30-07-2016 Hitnotering: (Week 73 t/m 78) 17-06-2017 t/m 22-07-2017 Hitnotering: (Week 79 t/m 87) 05-08-2017 t/m 30-09-2017 Hitnotering: (Week 88 t/m 93): 25-09-2021 t/m 30-10-2021 Hitnotering: (Week 94 t/m 98) 29-01-2022 t/m 26-02-2022 Hitnotering: (Week 99 t/m 100) 16-04-2022 t/m 23-04-2022 Hitnotering: (Week 101 t/m 104) 07-05-2022 t/m 28-05-2022 Hitnotering: (Week 105) 11-06-2022 Hitnotering: (Week 106 t/m 112) 02-07-2022 t/m 13-08-2022 Hitnotering: (Week 113 t/m 127) 27-08-2022 t/m 03-12-2022 Hitnotering: (Week 128 t/m 142) 07-01-2023 t/m heden | Hitnotering: (Week 1 t/m 55) 01-11-2014 t/m 14-11-2015 Hitnotering: (Week 56 t/m 66) 28-11-2015 t/m 06-02-2016 Hitnotering: (Week 67 t/m 68) 20-02-2016 t/m 27-02-2017 Hitnotering: (Week 69 t/m 70) 30-04-2016 t/m 07-05-2016 Hitnotering: (Week 71) 02-07-2016 Hitnotering: (Week 72) 30-07-2016 Hitnotering: (Week 73 t/m 78) 17-06-2017 t/m 22-07-2017 Hitnotering: (Week 79 t/m 87) 05-08-2017 t/m 30-09-2017 Hitnotering: (Week 88 t/m 93): 25-09-2021 t/m 30-10-2021 Hitnotering: (Week 94 t/m 98) 29-01-2022 t/m 26-02-2022 Hitnotering: (Week 99 t/m 100) 16-04-2022 t/m 23-04-2022 Hitnotering: (Week 101 t/m 104) 07-05-2022 t/m 28-05-2022 Hitnotering: (Week 105) 11-06-2022 Hitnotering: (Week 106 t/m 112) 02-07-2022 t/m 13-08-2022 Hitnotering: (Week 113 t/m 127) 27-08-2022 t/m 03-12-2022 Hitnotering: (Week 128 t/m 142) 07-01-2023 t/m heden | Hitnotering: (Week 1 t/m 55) 01-11-2014 t/m 14-11-2015 Hitnotering: (Week 56 t/m 66) 28-11-2015 t/m 06-02-2016 Hitnotering: (Week 67 t/m 68) 20-02-2016 t/m 27-02-2017 Hitnotering: (Week 69 t/m 70) 30-04-2016 t/m 07-05-2016 Hitnotering: (Week 71) 02-07-2016 Hitnotering: (Week 72) 30-07-2016 Hitnotering: (Week 73 t/m 78) 17-06-2017 t/m 22-07-2017 Hitnotering: (Week 79 t/m 87) 05-08-2017 t/m 30-09-2017 Hitnotering: (Week 88 t/m 93): 25-09-2021 t/m 30-10-2021 Hitnotering: (Week 94 t/m 98) 29-01-2022 t/m 26-02-2022 Hitnotering: (Week 99 t/m 100) 16-04-2022 t/m 23-04-2022 Hitnotering: (Week 101 t/m 104) 07-05-2022 t/m 28-05-2022 Hitnotering: (Week 105) 11-06-2022 Hitnotering: (Week 106 t/m 112) 02-07-2022 t/m 13-08-2022 Hitnotering: (Week 113 t/m 127) 27-08-2022 t/m 03-12-2022 Hitnotering: (Week 128 t/m 142) 07-01-2023 t/m heden | Hitnotering: (Week 1 t/m 55) 01-11-2014 t/m 14-11-2015 Hitnotering: (Week 56 t/m 66) 28-11-2015 t/m 06-02-2016 Hitnotering: (Week 67 t/m 68) 20-02-2016 t/m 27-02-2017 Hitnotering: (Week 69 t/m 70) 30-04-2016 t/m 07-05-2016 Hitnotering: (Week 71) 02-07-2016 Hitnotering: (Week 72) 30-07-2016 Hitnotering: (Week 73 t/m 78) 17-06-2017 t/m 22-07-2017 Hitnotering: (Week 79 t/m 87) 05-08-2017 t/m 30-09-2017 Hitnotering: (Week 88 t/m 93): 25-09-2021 t/m 30-10-2021 Hitnotering: (Week 94 t/m 98) 29-01-2022 t/m 26-02-2022 Hitnotering: (Week 99 t/m 100) 16-04-2022 t/m 23-04-2022 Hitnotering: (Week 101 t/m 104) 07-05-2022 t/m 28-05-2022 Hitnotering: (Week 105) 11-06-2022 Hitnotering: (Week 106 t/m 112) 02-07-2022 t/m 13-08-2022 Hitnotering: (Week 113 t/m 127) 27-08-2022 t/m 03-12-2022 Hitnotering: (Week 128 t/m 142) 07-01-2023 t/m heden | Hitnotering: (Week 1 t/m 55) 01-11-2014 t/m 14-11-2015 Hitnotering: (Week 56 t/m 66) 28-11-2015 t/m 06-02-2016 Hitnotering: (Week 67 t/m 68) 20-02-2016 t/m 27-02-2017 Hitnotering: (Week 69 t/m 70) 30-04-2016 t/m 07-05-2016 Hitnotering: (Week 71) 02-07-2016 Hitnotering: (Week 72) 30-07-2016 Hitnotering: (Week 73 t/m 78) 17-06-2017 t/m 22-07-2017 Hitnotering: (Week 79 t/m 87) 05-08-2017 t/m 30-09-2017 Hitnotering: (Week 88 t/m 93): 25-09-2021 t/m 30-10-2021 Hitnotering: (Week 94 t/m 98) 29-01-2022 t/m 26-02-2022 Hitnotering: (Week 99 t/m 100) 16-04-2022 t/m 23-04-2022 Hitnotering: (Week 101 t/m 104) 07-05-2022 t/m 28-05-2022 Hitnotering: (Week 105) 11-06-2022 Hitnotering: (Week 106 t/m 112) 02-07-2022 t/m 13-08-2022 Hitnotering: (Week 113 t/m 127) 27-08-2022 t/m 03-12-2022 Hitnotering: (Week 128 t/m 142) 07-01-2023 t/m heden |
| Week: | 1 | 2 | 3 | 4 | 5 | 6 | 7 | 8 | 9 | 10 | 11 | 12 | 13 | 14 | 15 | 16 | 17 | 18 | 19 | 20 |
| --- | --- | --- | --- | --- | --- | --- | --- | --- | --- | --- | --- | --- | --- | --- | --- | --- | --- | --- | --- | --- |
| Positie: | 1 | 11 | 19 | 35 | 44 | 45 | 39 | 37 | 32 | 28 | 17 | 21 | 24 | 16 | 24 | 29 | 38 | 24 | 22 | 24 |
| Week: | 21 | 22 | 23 | 24 | 25 | 26 | 27 | 28 | 29 | 30 | 31 | 32 | 33 | 34 | 35 | 36 | 37 | 38 | 39 | 40 |
| Positie: | 28 | 36 | 55 | 36 | 44 | 43 | 35 | 38 | 46 | 30 | 14 | 24 | 32 | 28 | 8 | 10 | 12 | 28 | 25 | 22 |
| Week: | 41 | 42 | 43 | 44 | 45 | 46 | 47 | 48 | 49 | 50 | 51 | 52 | 53 | 54 | 55 | | 56 | 57 | 58 | 59 |
| Positie: | 28 | 24 | 29 | 35 | 25 | 31 | 36 | 46 | 49 | 60 | 64 | 57 | 75 | 86 | 93 | uit | 92 | 74 | 89 | 74 |
| Week: | 60 | 61 | 62 | 63 | 64 | 65 | 66 | | 67 | 68 | | 69 | 70 | | 71 | | 72 | | 73 | 74 |
| Positie: | 66 | 72 | 77 | 74 | 79 | 100 | 91 | uit | 72 | 87 | uit | 80 | 87 | uit | 100 | uit | 96 | uit | 35 | 68 |
| Week: | 75 | 76 | 77 | 78 | | 79 | 80 | 81 | 82 | 83 | 84 | 85 | 86 | 87 | | 88 | 89 | 90 | 91 | 92 |
| Positie: | 80 | 88 | 93 | 92 | uit | 90 | 93 | 86 | 96 | 56 | 63 | 70 | 85 | 99 | uit | 72 | 75 | 81 | 69 | 65 |
| Week: | 93 | | 94 | 95 | 96 | 97 | 98 | | 99 | 100 | | 101 | 102 | 103 | 104 | | 105 | | 106 | 107 |
| Positie: | 84 | uit | 88 | 91 | 86 | 89 | 97 | uit | 83 | 95 | uit | 81 | 80 | 95 | 90 | uit | 89 | uit | 83 | 90 |
| Week: | 108 | 109 | 110 | 111 | 112 | | 113 | 114 | 115 | 116 | 117 | 118 | 119 | 120 | 121 | 122 | 123 | 124 | 125 | 126 |
| Positie | 75 | 92 | 88 | 94 | 97 | uit | 93 | 93 | 97 | 84 | 97 | 80 | 67 | 89 | 67 | 58 | 63 | 63 | 75 | 74 |
| Week: | 127 | | 128 | 129 | 130 | 131 | 132 | 133 | 134 | 135 | 136 | 137 | 138 | 139 | 140 | 141 | 142 | | | |
| Positie: | 84 | uit | 54 | 50 | 55 | 48 | 53 | 49 | 58 | 52 | 47 | 57 | 54 | 41 | 39 | 40 | 38 | | | |

### VlaamseUltratop 200 Albums
| Hitnotering: (Week 1 t/m 86) 08-11-2014 t/m 25-06-2016 Hitnotering: (Week 87) 04-05-2019 Hitnotering: (Week 88) 28-09-2019 Hitnotering: (Week 89) 12-10-2019 Hitnotering: (Week 90 t/m 94) 08-02-2020 t/m 07-03-2020 Hitnotering: (Week 95 t/m 98) 21-03-2020 t/m 11-04-2020 Hitnotering: (Week 99 t/m 100) 25-04-2020 t/m 02-05-2020 Hitnotering: (Week 101 t/m 108) 23-05-2020 t/m 04-07-2020 Hitnotering: (Week 108 t/m 116) 25-07-2020 t/m 19-09-2020 Hitnotering: (Week 117) 10-10-2020 Hitnotering: (Week 118 t/m 120) 24-10-2020 t/m 07-11-2020 Hitnotering: (Week 121 t/m 122) 28-11-2020 t/m 05-12-2020 Hitnotering: (Week 123) 19-12-2020 Hitnotering: (Week 124 t/m 242) 09-01-2021 t/m heden | Hitnotering: (Week 1 t/m 86) 08-11-2014 t/m 25-06-2016 Hitnotering: (Week 87) 04-05-2019 Hitnotering: (Week 88) 28-09-2019 Hitnotering: (Week 89) 12-10-2019 Hitnotering: (Week 90 t/m 94) 08-02-2020 t/m 07-03-2020 Hitnotering: (Week 95 t/m 98) 21-03-2020 t/m 11-04-2020 Hitnotering: (Week 99 t/m 100) 25-04-2020 t/m 02-05-2020 Hitnotering: (Week 101 t/m 108) 23-05-2020 t/m 04-07-2020 Hitnotering: (Week 108 t/m 116) 25-07-2020 t/m 19-09-2020 Hitnotering: (Week 117) 10-10-2020 Hitnotering: (Week 118 t/m 120) 24-10-2020 t/m 07-11-2020 Hitnotering: (Week 121 t/m 122) 28-11-2020 t/m 05-12-2020 Hitnotering: (Week 123) 19-12-2020 Hitnotering: (Week 124 t/m 242) 09-01-2021 t/m heden | Hitnotering: (Week 1 t/m 86) 08-11-2014 t/m 25-06-2016 Hitnotering: (Week 87) 04-05-2019 Hitnotering: (Week 88) 28-09-2019 Hitnotering: (Week 89) 12-10-2019 Hitnotering: (Week 90 t/m 94) 08-02-2020 t/m 07-03-2020 Hitnotering: (Week 95 t/m 98) 21-03-2020 t/m 11-04-2020 Hitnotering: (Week 99 t/m 100) 25-04-2020 t/m 02-05-2020 Hitnotering: (Week 101 t/m 108) 23-05-2020 t/m 04-07-2020 Hitnotering: (Week 108 t/m 116) 25-07-2020 t/m 19-09-2020 Hitnotering: (Week 117) 10-10-2020 Hitnotering: (Week 118 t/m 120) 24-10-2020 t/m 07-11-2020 Hitnotering: (Week 121 t/m 122) 28-11-2020 t/m 05-12-2020 Hitnotering: (Week 123) 19-12-2020 Hitnotering: (Week 124 t/m 242) 09-01-2021 t/m heden | Hitnotering: (Week 1 t/m 86) 08-11-2014 t/m 25-06-2016 Hitnotering: (Week 87) 04-05-2019 Hitnotering: (Week 88) 28-09-2019 Hitnotering: (Week 89) 12-10-2019 Hitnotering: (Week 90 t/m 94) 08-02-2020 t/m 07-03-2020 Hitnotering: (Week 95 t/m 98) 21-03-2020 t/m 11-04-2020 Hitnotering: (Week 99 t/m 100) 25-04-2020 t/m 02-05-2020 Hitnotering: (Week 101 t/m 108) 23-05-2020 t/m 04-07-2020 Hitnotering: (Week 108 t/m 116) 25-07-2020 t/m 19-09-2020 Hitnotering: (Week 117) 10-10-2020 Hitnotering: (Week 118 t/m 120) 24-10-2020 t/m 07-11-2020 Hitnotering: (Week 121 t/m 122) 28-11-2020 t/m 05-12-2020 Hitnotering: (Week 123) 19-12-2020 Hitnotering: (Week 124 t/m 242) 09-01-2021 t/m heden | Hitnotering: (Week 1 t/m 86) 08-11-2014 t/m 25-06-2016 Hitnotering: (Week 87) 04-05-2019 Hitnotering: (Week 88) 28-09-2019 Hitnotering: (Week 89) 12-10-2019 Hitnotering: (Week 90 t/m 94) 08-02-2020 t/m 07-03-2020 Hitnotering: (Week 95 t/m 98) 21-03-2020 t/m 11-04-2020 Hitnotering: (Week 99 t/m 100) 25-04-2020 t/m 02-05-2020 Hitnotering: (Week 101 t/m 108) 23-05-2020 t/m 04-07-2020 Hitnotering: (Week 108 t/m 116) 25-07-2020 t/m 19-09-2020 Hitnotering: (Week 117) 10-10-2020 Hitnotering: (Week 118 t/m 120) 24-10-2020 t/m 07-11-2020 Hitnotering: (Week 121 t/m 122) 28-11-2020 t/m 05-12-2020 Hitnotering: (Week 123) 19-12-2020 Hitnotering: (Week 124 t/m 242) 09-01-2021 t/m heden | Hitnotering: (Week 1 t/m 86) 08-11-2014 t/m 25-06-2016 Hitnotering: (Week 87) 04-05-2019 Hitnotering: (Week 88) 28-09-2019 Hitnotering: (Week 89) 12-10-2019 Hitnotering: (Week 90 t/m 94) 08-02-2020 t/m 07-03-2020 Hitnotering: (Week 95 t/m 98) 21-03-2020 t/m 11-04-2020 Hitnotering: (Week 99 t/m 100) 25-04-2020 t/m 02-05-2020 Hitnotering: (Week 101 t/m 108) 23-05-2020 t/m 04-07-2020 Hitnotering: (Week 108 t/m 116) 25-07-2020 t/m 19-09-2020 Hitnotering: (Week 117) 10-10-2020 Hitnotering: (Week 118 t/m 120) 24-10-2020 t/m 07-11-2020 Hitnotering: (Week 121 t/m 122) 28-11-2020 t/m 05-12-2020 Hitnotering: (Week 123) 19-12-2020 Hitnotering: (Week 124 t/m 242) 09-01-2021 t/m heden | Hitnotering: (Week 1 t/m 86) 08-11-2014 t/m 25-06-2016 Hitnotering: (Week 87) 04-05-2019 Hitnotering: (Week 88) 28-09-2019 Hitnotering: (Week 89) 12-10-2019 Hitnotering: (Week 90 t/m 94) 08-02-2020 t/m 07-03-2020 Hitnotering: (Week 95 t/m 98) 21-03-2020 t/m 11-04-2020 Hitnotering: (Week 99 t/m 100) 25-04-2020 t/m 02-05-2020 Hitnotering: (Week 101 t/m 108) 23-05-2020 t/m 04-07-2020 Hitnotering: (Week 108 t/m 116) 25-07-2020 t/m 19-09-2020 Hitnotering: (Week 117) 10-10-2020 Hitnotering: (Week 118 t/m 120) 24-10-2020 t/m 07-11-2020 Hitnotering: (Week 121 t/m 122) 28-11-2020 t/m 05-12-2020 Hitnotering: (Week 123) 19-12-2020 Hitnotering: (Week 124 t/m 242) 09-01-2021 t/m heden | Hitnotering: (Week 1 t/m 86) 08-11-2014 t/m 25-06-2016 Hitnotering: (Week 87) 04-05-2019 Hitnotering: (Week 88) 28-09-2019 Hitnotering: (Week 89) 12-10-2019 Hitnotering: (Week 90 t/m 94) 08-02-2020 t/m 07-03-2020 Hitnotering: (Week 95 t/m 98) 21-03-2020 t/m 11-04-2020 Hitnotering: (Week 99 t/m 100) 25-04-2020 t/m 02-05-2020 Hitnotering: (Week 101 t/m 108) 23-05-2020 t/m 04-07-2020 Hitnotering: (Week 108 t/m 116) 25-07-2020 t/m 19-09-2020 Hitnotering: (Week 117) 10-10-2020 Hitnotering: (Week 118 t/m 120) 24-10-2020 t/m 07-11-2020 Hitnotering: (Week 121 t/m 122) 28-11-2020 t/m 05-12-2020 Hitnotering: (Week 123) 19-12-2020 Hitnotering: (Week 124 t/m 242) 09-01-2021 t/m heden | Hitnotering: (Week 1 t/m 86) 08-11-2014 t/m 25-06-2016 Hitnotering: (Week 87) 04-05-2019 Hitnotering: (Week 88) 28-09-2019 Hitnotering: (Week 89) 12-10-2019 Hitnotering: (Week 90 t/m 94) 08-02-2020 t/m 07-03-2020 Hitnotering: (Week 95 t/m 98) 21-03-2020 t/m 11-04-2020 Hitnotering: (Week 99 t/m 100) 25-04-2020 t/m 02-05-2020 Hitnotering: (Week 101 t/m 108) 23-05-2020 t/m 04-07-2020 Hitnotering: (Week 108 t/m 116) 25-07-2020 t/m 19-09-2020 Hitnotering: (Week 117) 10-10-2020 Hitnotering: (Week 118 t/m 120) 24-10-2020 t/m 07-11-2020 Hitnotering: (Week 121 t/m 122) 28-11-2020 t/m 05-12-2020 Hitnotering: (Week 123) 19-12-2020 Hitnotering: (Week 124 t/m 242) 09-01-2021 t/m heden | Hitnotering: (Week 1 t/m 86) 08-11-2014 t/m 25-06-2016 Hitnotering: (Week 87) 04-05-2019 Hitnotering: (Week 88) 28-09-2019 Hitnotering: (Week 89) 12-10-2019 Hitnotering: (Week 90 t/m 94) 08-02-2020 t/m 07-03-2020 Hitnotering: (Week 95 t/m 98) 21-03-2020 t/m 11-04-2020 Hitnotering: (Week 99 t/m 100) 25-04-2020 t/m 02-05-2020 Hitnotering: (Week 101 t/m 108) 23-05-2020 t/m 04-07-2020 Hitnotering: (Week 108 t/m 116) 25-07-2020 t/m 19-09-2020 Hitnotering: (Week 117) 10-10-2020 Hitnotering: (Week 118 t/m 120) 24-10-2020 t/m 07-11-2020 Hitnotering: (Week 121 t/m 122) 28-11-2020 t/m 05-12-2020 Hitnotering: (Week 123) 19-12-2020 Hitnotering: (Week 124 t/m 242) 09-01-2021 t/m heden | Hitnotering: (Week 1 t/m 86) 08-11-2014 t/m 25-06-2016 Hitnotering: (Week 87) 04-05-2019 Hitnotering: (Week 88) 28-09-2019 Hitnotering: (Week 89) 12-10-2019 Hitnotering: (Week 90 t/m 94) 08-02-2020 t/m 07-03-2020 Hitnotering: (Week 95 t/m 98) 21-03-2020 t/m 11-04-2020 Hitnotering: (Week 99 t/m 100) 25-04-2020 t/m 02-05-2020 Hitnotering: (Week 101 t/m 108) 23-05-2020 t/m 04-07-2020 Hitnotering: (Week 108 t/m 116) 25-07-2020 t/m 19-09-2020 Hitnotering: (Week 117) 10-10-2020 Hitnotering: (Week 118 t/m 120) 24-10-2020 t/m 07-11-2020 Hitnotering: (Week 121 t/m 122) 28-11-2020 t/m 05-12-2020 Hitnotering: (Week 123) 19-12-2020 Hitnotering: (Week 124 t/m 242) 09-01-2021 t/m heden | Hitnotering: (Week 1 t/m 86) 08-11-2014 t/m 25-06-2016 Hitnotering: (Week 87) 04-05-2019 Hitnotering: (Week 88) 28-09-2019 Hitnotering: (Week 89) 12-10-2019 Hitnotering: (Week 90 t/m 94) 08-02-2020 t/m 07-03-2020 Hitnotering: (Week 95 t/m 98) 21-03-2020 t/m 11-04-2020 Hitnotering: (Week 99 t/m 100) 25-04-2020 t/m 02-05-2020 Hitnotering: (Week 101 t/m 108) 23-05-2020 t/m 04-07-2020 Hitnotering: (Week 108 t/m 116) 25-07-2020 t/m 19-09-2020 Hitnotering: (Week 117) 10-10-2020 Hitnotering: (Week 118 t/m 120) 24-10-2020 t/m 07-11-2020 Hitnotering: (Week 121 t/m 122) 28-11-2020 t/m 05-12-2020 Hitnotering: (Week 123) 19-12-2020 Hitnotering: (Week 124 t/m 242) 09-01-2021 t/m heden | Hitnotering: (Week 1 t/m 86) 08-11-2014 t/m 25-06-2016 Hitnotering: (Week 87) 04-05-2019 Hitnotering: (Week 88) 28-09-2019 Hitnotering: (Week 89) 12-10-2019 Hitnotering: (Week 90 t/m 94) 08-02-2020 t/m 07-03-2020 Hitnotering: (Week 95 t/m 98) 21-03-2020 t/m 11-04-2020 Hitnotering: (Week 99 t/m 100) 25-04-2020 t/m 02-05-2020 Hitnotering: (Week 101 t/m 108) 23-05-2020 t/m 04-07-2020 Hitnotering: (Week 108 t/m 116) 25-07-2020 t/m 19-09-2020 Hitnotering: (Week 117) 10-10-2020 Hitnotering: (Week 118 t/m 120) 24-10-2020 t/m 07-11-2020 Hitnotering: (Week 121 t/m 122) 28-11-2020 t/m 05-12-2020 Hitnotering: (Week 123) 19-12-2020 Hitnotering: (Week 124 t/m 242) 09-01-2021 t/m heden | Hitnotering: (Week 1 t/m 86) 08-11-2014 t/m 25-06-2016 Hitnotering: (Week 87) 04-05-2019 Hitnotering: (Week 88) 28-09-2019 Hitnotering: (Week 89) 12-10-2019 Hitnotering: (Week 90 t/m 94) 08-02-2020 t/m 07-03-2020 Hitnotering: (Week 95 t/m 98) 21-03-2020 t/m 11-04-2020 Hitnotering: (Week 99 t/m 100) 25-04-2020 t/m 02-05-2020 Hitnotering: (Week 101 t/m 108) 23-05-2020 t/m 04-07-2020 Hitnotering: (Week 108 t/m 116) 25-07-2020 t/m 19-09-2020 Hitnotering: (Week 117) 10-10-2020 Hitnotering: (Week 118 t/m 120) 24-10-2020 t/m 07-11-2020 Hitnotering: (Week 121 t/m 122) 28-11-2020 t/m 05-12-2020 Hitnotering: (Week 123) 19-12-2020 Hitnotering: (Week 124 t/m 242) 09-01-2021 t/m heden | Hitnotering: (Week 1 t/m 86) 08-11-2014 t/m 25-06-2016 Hitnotering: (Week 87) 04-05-2019 Hitnotering: (Week 88) 28-09-2019 Hitnotering: (Week 89) 12-10-2019 Hitnotering: (Week 90 t/m 94) 08-02-2020 t/m 07-03-2020 Hitnotering: (Week 95 t/m 98) 21-03-2020 t/m 11-04-2020 Hitnotering: (Week 99 t/m 100) 25-04-2020 t/m 02-05-2020 Hitnotering: (Week 101 t/m 108) 23-05-2020 t/m 04-07-2020 Hitnotering: (Week 108 t/m 116) 25-07-2020 t/m 19-09-2020 Hitnotering: (Week 117) 10-10-2020 Hitnotering: (Week 118 t/m 120) 24-10-2020 t/m 07-11-2020 Hitnotering: (Week 121 t/m 122) 28-11-2020 t/m 05-12-2020 Hitnotering: (Week 123) 19-12-2020 Hitnotering: (Week 124 t/m 242) 09-01-2021 t/m heden | Hitnotering: (Week 1 t/m 86) 08-11-2014 t/m 25-06-2016 Hitnotering: (Week 87) 04-05-2019 Hitnotering: (Week 88) 28-09-2019 Hitnotering: (Week 89) 12-10-2019 Hitnotering: (Week 90 t/m 94) 08-02-2020 t/m 07-03-2020 Hitnotering: (Week 95 t/m 98) 21-03-2020 t/m 11-04-2020 Hitnotering: (Week 99 t/m 100) 25-04-2020 t/m 02-05-2020 Hitnotering: (Week 101 t/m 108) 23-05-2020 t/m 04-07-2020 Hitnotering: (Week 108 t/m 116) 25-07-2020 t/m 19-09-2020 Hitnotering: (Week 117) 10-10-2020 Hitnotering: (Week 118 t/m 120) 24-10-2020 t/m 07-11-2020 Hitnotering: (Week 121 t/m 122) 28-11-2020 t/m 05-12-2020 Hitnotering: (Week 123) 19-12-2020 Hitnotering: (Week 124 t/m 242) 09-01-2021 t/m heden | Hitnotering: (Week 1 t/m 86) 08-11-2014 t/m 25-06-2016 Hitnotering: (Week 87) 04-05-2019 Hitnotering: (Week 88) 28-09-2019 Hitnotering: (Week 89) 12-10-2019 Hitnotering: (Week 90 t/m 94) 08-02-2020 t/m 07-03-2020 Hitnotering: (Week 95 t/m 98) 21-03-2020 t/m 11-04-2020 Hitnotering: (Week 99 t/m 100) 25-04-2020 t/m 02-05-2020 Hitnotering: (Week 101 t/m 108) 23-05-2020 t/m 04-07-2020 Hitnotering: (Week 108 t/m 116) 25-07-2020 t/m 19-09-2020 Hitnotering: (Week 117) 10-10-2020 Hitnotering: (Week 118 t/m 120) 24-10-2020 t/m 07-11-2020 Hitnotering: (Week 121 t/m 122) 28-11-2020 t/m 05-12-2020 Hitnotering: (Week 123) 19-12-2020 Hitnotering: (Week 124 t/m 242) 09-01-2021 t/m heden | Hitnotering: (Week 1 t/m 86) 08-11-2014 t/m 25-06-2016 Hitnotering: (Week 87) 04-05-2019 Hitnotering: (Week 88) 28-09-2019 Hitnotering: (Week 89) 12-10-2019 Hitnotering: (Week 90 t/m 94) 08-02-2020 t/m 07-03-2020 Hitnotering: (Week 95 t/m 98) 21-03-2020 t/m 11-04-2020 Hitnotering: (Week 99 t/m 100) 25-04-2020 t/m 02-05-2020 Hitnotering: (Week 101 t/m 108) 23-05-2020 t/m 04-07-2020 Hitnotering: (Week 108 t/m 116) 25-07-2020 t/m 19-09-2020 Hitnotering: (Week 117) 10-10-2020 Hitnotering: (Week 118 t/m 120) 24-10-2020 t/m 07-11-2020 Hitnotering: (Week 121 t/m 122) 28-11-2020 t/m 05-12-2020 Hitnotering: (Week 123) 19-12-2020 Hitnotering: (Week 124 t/m 242) 09-01-2021 t/m heden | Hitnotering: (Week 1 t/m 86) 08-11-2014 t/m 25-06-2016 Hitnotering: (Week 87) 04-05-2019 Hitnotering: (Week 88) 28-09-2019 Hitnotering: (Week 89) 12-10-2019 Hitnotering: (Week 90 t/m 94) 08-02-2020 t/m 07-03-2020 Hitnotering: (Week 95 t/m 98) 21-03-2020 t/m 11-04-2020 Hitnotering: (Week 99 t/m 100) 25-04-2020 t/m 02-05-2020 Hitnotering: (Week 101 t/m 108) 23-05-2020 t/m 04-07-2020 Hitnotering: (Week 108 t/m 116) 25-07-2020 t/m 19-09-2020 Hitnotering: (Week 117) 10-10-2020 Hitnotering: (Week 118 t/m 120) 24-10-2020 t/m 07-11-2020 Hitnotering: (Week 121 t/m 122) 28-11-2020 t/m 05-12-2020 Hitnotering: (Week 123) 19-12-2020 Hitnotering: (Week 124 t/m 242) 09-01-2021 t/m heden | Hitnotering: (Week 1 t/m 86) 08-11-2014 t/m 25-06-2016 Hitnotering: (Week 87) 04-05-2019 Hitnotering: (Week 88) 28-09-2019 Hitnotering: (Week 89) 12-10-2019 Hitnotering: (Week 90 t/m 94) 08-02-2020 t/m 07-03-2020 Hitnotering: (Week 95 t/m 98) 21-03-2020 t/m 11-04-2020 Hitnotering: (Week 99 t/m 100) 25-04-2020 t/m 02-05-2020 Hitnotering: (Week 101 t/m 108) 23-05-2020 t/m 04-07-2020 Hitnotering: (Week 108 t/m 116) 25-07-2020 t/m 19-09-2020 Hitnotering: (Week 117) 10-10-2020 Hitnotering: (Week 118 t/m 120) 24-10-2020 t/m 07-11-2020 Hitnotering: (Week 121 t/m 122) 28-11-2020 t/m 05-12-2020 Hitnotering: (Week 123) 19-12-2020 Hitnotering: (Week 124 t/m 242) 09-01-2021 t/m heden | Hitnotering: (Week 1 t/m 86) 08-11-2014 t/m 25-06-2016 Hitnotering: (Week 87) 04-05-2019 Hitnotering: (Week 88) 28-09-2019 Hitnotering: (Week 89) 12-10-2019 Hitnotering: (Week 90 t/m 94) 08-02-2020 t/m 07-03-2020 Hitnotering: (Week 95 t/m 98) 21-03-2020 t/m 11-04-2020 Hitnotering: (Week 99 t/m 100) 25-04-2020 t/m 02-05-2020 Hitnotering: (Week 101 t/m 108) 23-05-2020 t/m 04-07-2020 Hitnotering: (Week 108 t/m 116) 25-07-2020 t/m 19-09-2020 Hitnotering: (Week 117) 10-10-2020 Hitnotering: (Week 118 t/m 120) 24-10-2020 t/m 07-11-2020 Hitnotering: (Week 121 t/m 122) 28-11-2020 t/m 05-12-2020 Hitnotering: (Week 123) 19-12-2020 Hitnotering: (Week 124 t/m 242) 09-01-2021 t/m heden |
| Week: | 1 | 2 | 3 | 4 | 5 | 6 | 7 | 8 | 9 | 10 | 11 | 12 | 13 | 14 | 15 | 16 | 17 | 18 | 19 | 20 |
| --- | --- | --- | --- | --- | --- | --- | --- | --- | --- | --- | --- | --- | --- | --- | --- | --- | --- | --- | --- | --- |
| Positie: | 1 | 8 | 13 | 20 | 20 | 24 | 32 | 29 | 31 | 23 | 17 | 18 | 21 | 27 | 18 | 23 | 16 | 18 | 25 | 21 |
| Week: | 21 | 22 | 23 | 24 | 25 | 26 | 27 | 28 | 29 | 30 | 31 | 32 | 33 | 34 | 35 | 36 | 37 | 38 | 39 | 40 |
| Positie: | 40 | 50 | 45 | 49 | 46 | 76 | 46 | 73 | 55 | 35 | 47 | 52 | 76 | 44 | 36 | 39 | 41 | 54 | 38 | 60 |
| Week: | 41 | 42 | 43 | 44 | 45 | 46 | 47 | 48 | 49 | 50 | 51 | 52 | 53 | 54 | 55 | 56 | 57 | 58 | 59 | 60 |
| Positie: | 57 | 54 | 60 | 38 | 45 | 58 | 38 | 78 | 50 | 44 | 65 | 58 | 68 | 72 | 77 | 79 | 105 | 78 | 48 | 40 |
| Week: | 61 | 62 | 63 | 64 | 65 | 66 | 67 | 68 | 69 | 70 | 71 | 72 | 73 | 74 | 75 | 76 | 77 | 78 | 79 | 80 |
| Positie: | 33 | 23 | 27 | 21 | 28 | 53 | 32 | 30 | 30 | 45 | 42 | 51 | 55 | 60 | 48 | 47 | 66 | 79 | 55 | 51 |
| Week: | 81 | 82 | 83 | 84 | 85 | 86 | | 87 | | 88 | | 89 | | 90 | 91 | 92 | 93 | 94 | | 95 |
| Positie: | 55 | 73 | 87 | 111 | 87 | 145 | uit | 198 | uit | 168 | uit | 194 | uit | 156 | 169 | 155 | 160 | 160 | uit | 196 |
| Week: | 96 | 97 | 98 | | 99 | 100 | | 101 | 102 | 103 | 104 | 105 | 106 | 107 | | 108 | 109 | 110 | 111 | 112 |
| Positie: | 182 | 162 | 166 | uit | 190 | 199 | uit | 140 | 112 | 151 | 189 | 142 | 148 | 153 | uit | 158 | 53 | 106 | 180 | 196 |
| Week: | 113 | 114 | 115 | 116 | | 117 | | 118 | 119 | 120 | | 121 | 122 | | 123 | | 124 | 125 | 126 | 127 |
| Positie: | 116 | 96 | 156 | 122 | uit | 191 | uit | 125 | 180 | 194 | uit | 161 | 135 | uit | 121 | uit | 113 | 150 | 108 | 171 |
| Week: | 128 | 129 | 130 | 131 | 132 | 133 | 134 | 135 | 136 | 137 | 138 | 139 | 140 | 141 | 142 | 143 | 144 | 145 | 146 | 147 |
| Positie: | 144 | 165 | 103 | 132 | 153 | 114 | 121 | 121 | 79 | 101 | 71 | 68 | 99 | 90 | 120 | 75 | 125 | 134 | 91 | 118 |
| Week: | 148 | 149 | 150 | 151 | 152 | 153 | 154 | 155 | 156 | 157 | 158 | 159 | 160 | 161 | 162 | 163 | 164 | 165 | 166 | 167 |
| Positie: | 119 | 107 | 139 | 144 | 146 | 109 | 109 | 114 | 129 | 75 | 95 | 112 | 83 | 70 | 84 | 106 | 85 | 76 | 102 | 109 |
| Week: | 168 | 169 | 170 | 171 | 172 | 173 | 174 | 175 | 176 | 177 | 178 | 179 | 180 | 181 | 182 | 183 | 184 | 185 | 186 | 187 |
| Positie: | 98 | 87 | 74 | 87 | 93 | 98 | 104 | 109 | 78 | 85 | 61 | 55 | 69 | 75 | 52 | 75 | 80 | 90 | 61 | 70 |
| Week: | 188 | 189 | 190 | 191 | 192 | 193 | 194 | 195 | 196 | 197 | 198 | 199 | 200 | 201 | 202 | 203 | 204 | 205 | 206 | 207 |
| Positie: | 81 | 77 | 76 | 58 | 68 | 81 | 63 | 71 | 64 | 60 | 74 | 71 | 53 | 58 | 78 | 67 | 72 | 68 | 71 | 82 |
| Week: | 208 | 209 | 210 | 211 | 212 | 213 | 214 | 215 | 216 | 217 | 218 | 219 | 220 | 221 | 222 | 223 | 224 | 225 | 226 | 227 |
| Positie: | 100 | 58 | 72 | 58 | 59 | 71 | 42 | 53 | 48 | 60 | 47 | 64 | 45 | 55 | 48 | 73 | 74 | 87 | 85 | 92 |
| Week: | 228 | 229 | 230 | 231 | 232 | 233 | 234 | 235 | 236 | 237 | 238 | 239 | 240 | 241 | 242 | 243 | 244 | 245 | 246 | 247 |
| Positie: | 45 | 44 | 36 | 44 | 48 | 41 | 42 | 37 | 31 | 38 | 33 | 28 | 24 | 21 | 21 | 14 | 24 | 13 | 12 | 20 |
| Week: | 248 | 249 | 250 | 251 | 252 | 253 | 254 | 255 | 256 | 257 | 258 | 259 | 260 | 261 | 262 | 263 | 264 | 265 | 266 | 267 |
| Positie: | 18 | 14 | 18 | 15 | 10 | 9 | 13 | 16 | 6 | 12 | 12 | 14 | 4 | 10 | 7 | 15 | 13 | 12 | 10 | 19 |
| Week: | 268 | 269 | 270 | 271 | 272 | 273 | 274 | 275 | 276 | | | | | | | | | | | |
| Positie: | 18 | 15 | 12 | 20 | 38 | 43 | 51 | 53 | 46 | | | | | | | | | | | |